# 渋川政実
渋川 政実（しぶかわ まさざね）は、室町時代中期から後期にかけての武士。

## 略歴
宝徳元年（1449年）、室町幕府の九州探題・渋川教直の嫡男として誕生。諱の「政」の字は、8代将軍・足利義政より偏諱を受けたものである。応仁年間に父・教直が筑後国犬塚城を築城するとそこを居城として筑後の動向を見守ったが、教直に先立って文明7年（1475年）に同城で没する。享年27。
一説に天文年間に姪浜で戦死した渋川尭顕の父とも祖父ともされる。